# Xanthorhoe barnsi
Xanthorhoe barnsi là một loài bướm đêm trong họ Geometridae.